# CC 92000
 (juillet 2013).
Si vous disposez d'ouvrages ou d'articles de référence ou si vous connaissez des sites web de qualité traitant du thème abordé ici, merci de compléter l'article en donnant les références utiles à sa vérifiabilité et en les liant à la section « Notes et références ».
,,
Les CC 92000 sont une série de locomotives électriques de construction Britannique (« Class 92 ») conçues spécialement pour tracter les trains de fret en Grande-Bretagne et dans le Tunnel sous la Manche ; les relais sont effectués à Calais. La commande a porté en réalité sur 46 exemplaires dont 37 pour les chemins de fer Britanniques (30 pour RFD et 7 pour EPS) et 9 pour la SNCF. Ces machines étaient aussi prévues pour la traction des trains de nuit longue distance envisagés entre le nord de la Grande-Bretagne et Paris ou Bruxelles d'une part et entre Londres et d'autres capitales européennes d'autre part. Ces trains de nuit n'ont finalement jamais été mis en service.
Ce sont des machines bicourant équipées pour capter le 25 kV 50 Hz équipant le nord de Londres, le tunnel et le nord de la France par pantographe et le 750 V continu du réseau Britannique par 3e rail. Elles sont prévues pour circuler en UM (deux locomotives couplées soit les deux en tête du train, soit l'une en tête et l'autre en queue).
Ces locomotives, dérivées des Class 60 des chemins de fer Britanniques, sont équipées du frein rhéostatique et du frein à récupération outre le traditionnel frein Westinghouse.
Les machines SNCF étaient les : 92006, 10, 14, 18, 23, 28, 33, 38 et 43. Elles ont été vendues à Europorte 2 (filiale d'Eurotunnel) en 2011.

## Dépôt titulaire
| Engins   | Propriétaire | Mise en service   | Radiation SNCF | Dépôts | Nom de la machine | Activité |
| -------- | ------------ | ----------------- | -------------- | ------ | ----------------- | -------- |
| CC 92001 | DB Schenker  | /                 | /              | Crewe  | Victor Hugo       | Fret     |
| CC 92002 | DB Schenker  | /                 | /              | Crewe  | H. G. Wells       | Fret     |
| CC 92003 | DB Schenker  | /                 | /              | Crewe  | Beethoven         | Fret     |
| CC 92004 | DB Schenker  | /                 | /              | Crewe  | Jane Austen       | Fret     |
| CC 92005 | DB Schenker  | /                 | /              | Crewe  | Mozart            | Fret     |
| CC 92006 | Europorte 2  | 27 mai 1994       | 16 juin 2011   | Crewe  | Louis Armand      | Fret     |
| CC 92007 | DB Schenker  | /                 | /              | Crewe  | Schubert          | Fret     |
| CC 92008 | DB Schenker  | /                 | /              | Crewe  | Jules Verne       | Fret     |
| CC 92009 | DB Schenker  | /                 | /              | Crewe  | Elgar             | Fret     |
| CC 92010 | Europorte 2  | 2 juillet 1994    | 16 juin 2011   | Crewe  | Molière           | Fret     |
| CC 92011 | DB Schenker  | /                 | /              | Crewe  | Haendel           | Fret     |
| CC 92012 | DB Schenker  | /                 | /              | Crewe  | Thomas Hardy      | Fret     |
| CC 92013 | DB Schenker  | /                 | /              | Crewe  | Puccini           | Fret     |
| CC 92014 | Europorte 2  | 16 août 1994      | 16 juin 2011   | Crewe  | Émile Zola        | Fret     |
| CC 92015 | DB Schenker  | /                 | /              | Crewe  | D.H. Lawrence     | Fret     |
| CC 92016 | DB Schenker  | /                 | /              | Crewe  | Brahms            | Fret     |
| CC 92017 | DB Schenker  | /                 | /              | Crewe  | Shakespeare       | Fret     |
| CC 92018 | Europorte 2  | 30 septembre 1994 | 16 juin 2011   | Crewe  | Stendhal          | Fret     |
| CC 92019 | DB Schenker  | /                 | /              | Crewe  | Wagner            | Fret     |
| CC 92020 | Europorte 2  | /                 | /              | Crewe  | Milton            | Fret     |
| CC 92021 | Europorte 2  | /                 | /              | Crewe  | /                 | Fret     |
| CC 92022 | DB Schenker  | /                 | /              | Crewe  | /                 | Fret     |
| CC 92023 | Europorte 2  | 21 novembre 1994  | 16 juin 2011   | Crewe  | Ravel             | Fret     |
| CC 92024 | DB Schenker  | /                 | /              | Crewe  | /                 | Fret     |
| CC 92025 | DB Schenker  | /                 | /              | Crewe  | /                 | Fret     |
| CC 92026 | DB Schenker  | /                 | /              | Crewe  | /                 | Fret     |
| CC 92027 | DB Schenker  | /                 | /              | Crewe  | George Eliot      | Fret     |
| CC 92028 | Europorte 2  | 14 février 1995   | 16 juin 2011   | Crewe  | Saint-Saëns       | Fret     |
| CC 92029 | DB Schenker  | /                 | /              | Crewe  | /                 | Fret     |
| CC 92030 | DB Schenker  | /                 | /              | Crewe  | /                 | Fret     |
| CC 92031 | DB Schenker  | /                 | /              | Crewe  | /                 | Fret     |
| CC 92032 | Europorte 2  | /                 | /              | Crewe  | /                 | Fret     |
| CC 92033 | Europorte 2  | 24 avril 1995     | 16 juin 2011   | Crewe  | Berlioz           | Fret     |
| CC 92034 | DB Schenker  | /                 | /              | Crewe  | /                 | Fret     |
| CC 92035 | DB Schenker  | /                 | /              | Crewe  | Mendelssohn       | Fret     |
| CC 92036 | DB Schenker  | /                 | /              | Crewe  | /                 | Fret     |
| CC 92037 | DB Schenker  | /                 | /              | Crewe  | /                 | Fret     |
| CC 92038 | Europorte 2  | 7 juillet 1995    | 16 juin 2011   | Crewe  | Voltaire          | Fret     |
| CC 92039 | DB Schenker  | /                 | /              | Crewe  | /                 | Fret     |
| CC 92040 | Europorte 2  | /                 | /              | Crewe  | /                 | Fret     |
| CC 92041 | DB Schenker  | /                 | /              | Crewe  | /                 | Fret     |
| CC 92042 | DB Schenker  | /                 | /              | Crewe  | /                 | Fret     |
| CC 92043 | Europorte 2  | 6 octobre 1995    | 16 juin 2011   | Crewe  | Debussy           | Fret     |
| CC 92044 | Europorte 2  | /                 | /              | Crewe  | /                 | Fret     |
| CC 92045 | Europorte 2  | /                 | /              | Crewe  | /                 | Fret     |
| CC 92046 | Europorte 2  | /                 | /              | Crewe  | /                 | Fret     |

## Modélisme
Cette machine a été reproduite par Lima et par Hornby à l'échelle 00.

## Galerie de photographies

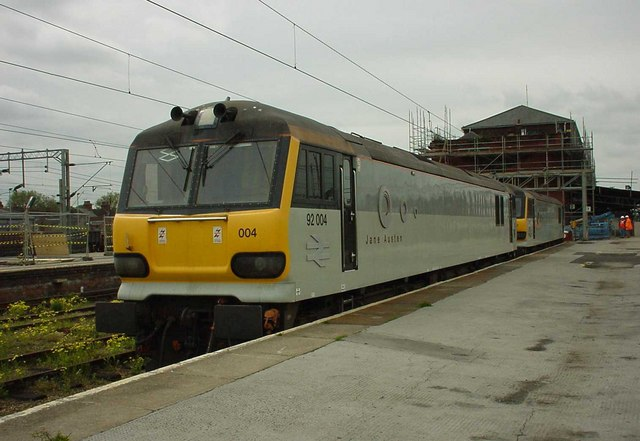
CC 92004
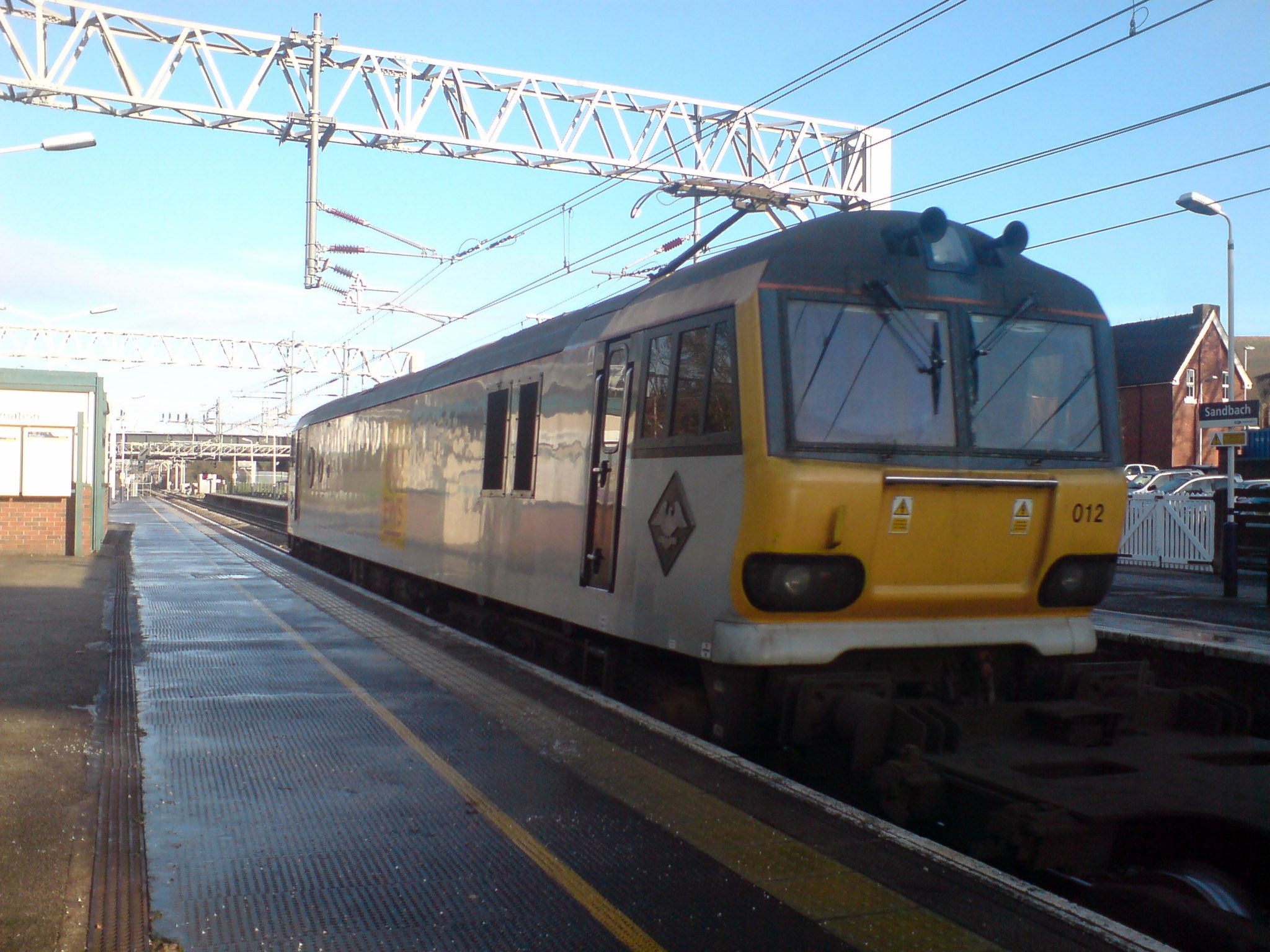
CC  92012
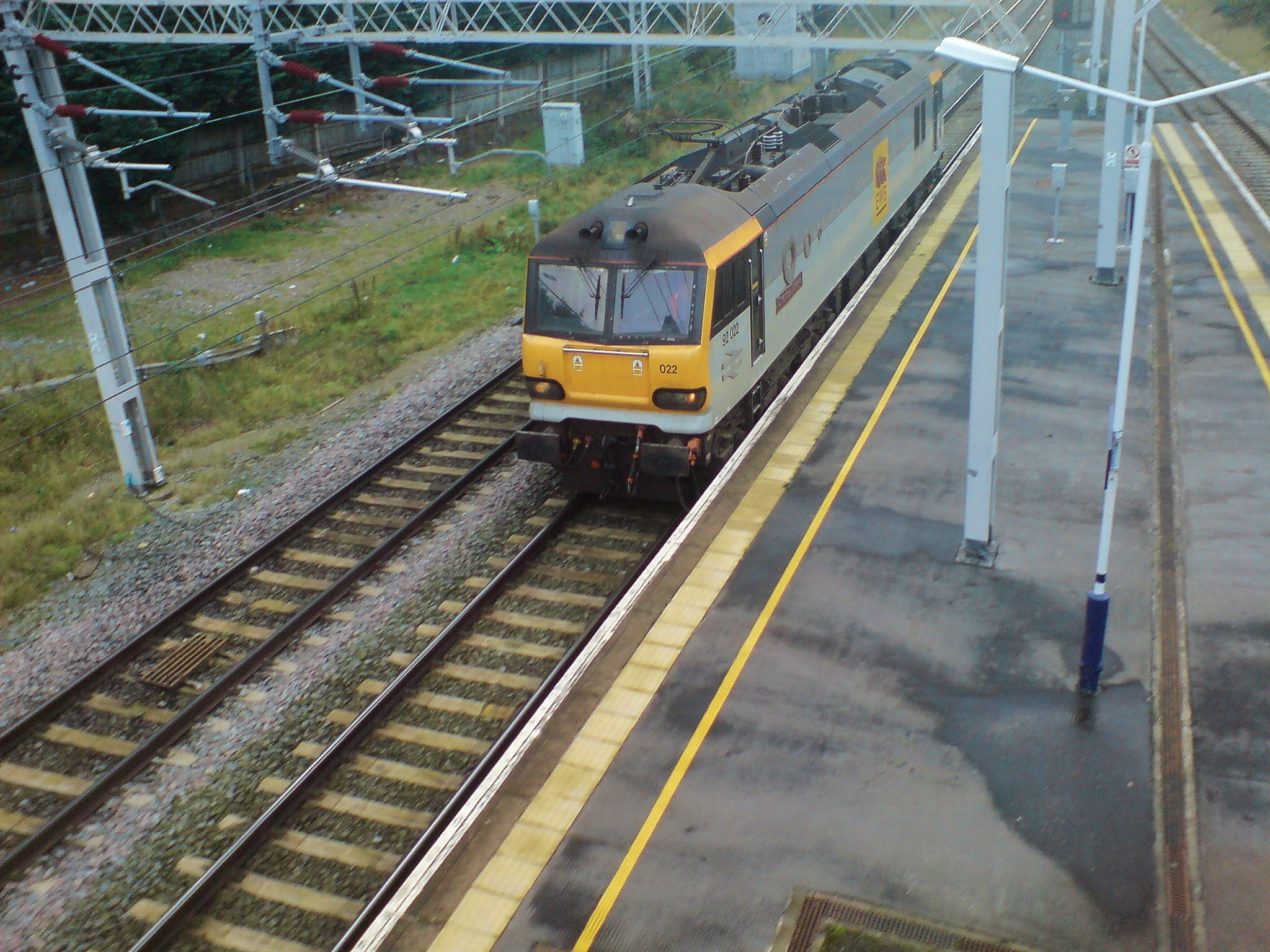
CC 92022

## Sources